# Смиц, Роберт
Роберт Смиц (англ. Robert Smeets; родился 10 ноября 1985, Слидрехте, Нидерланды) — австралийский профессиональный теннисист.

## Спортивная карьера
В 2004 году впервые дошел до финала турнира серии ITF Futures, а в мае 2005 года выиграл два турнира данной категории. В августе того же года дебютировал в основной сетке на турнире ATP. Произошло это событие на турнире в Вашингтоне. До конца 2005 года выиграл ещё два турнира серии ITF Futures. В январе 2007 года, пройдя квалификационный отбор попал в основную сетку на турнире ATP в Сиднее, а затем сумел дойти до второго круга Открытого чемпионата Австралии. В обоих случаях путь дальше ему преградил чешский теннисист Томаш Бердых. За сезон 2007 года Роберт выиграл 4 турнира серии ITF Futures и один турнир более старшей серии ATP Challenger в Лаббоке. В 2008 года побеждает на втором для себя турнире Challenger в Дублине.

## Финалы турниров ATP
| Легенда                        |
| ------------------------------ |
| Турниры Большого шлема         |
| Кубок Мастерс / финал АТР-тура |
| ATP Мастерс / ATP Мастерс 1000 |
| АТР Gold / АТР 500             |
| АТР International/ АТР 250     |

### Поражения в финалах (1)

#### Парный разряд (1)
| №  | Дата       | Турнир   | Покрытие | Партнёр       | Соперники в финале         | Счёт             |
| 1. | 6 янв 2008 | Аделаида | Хард     | Крис Гуччионе | Мартин Гарсия Марсело Мело | 3-6, 6-3, [7-10] |